# Mount Wharton
Mount Wharton ist ein 2859 m hoher Berg in der antarktischen Ross Dependency. Er ragt rund 9 km westlich des Turk Peak in den Churchill Mountains auf.
Teilnehmer der Discovery-Expedition (1901–1904) unter der Leitung des britischen Polarforschers Robert Falcon Scott entdeckten den Berg und benannten ihn nach William Wharton (1843–1905), einem Hydrographen und späteren Admiral der Royal Navy.